# Technopédagogie
Le terme technopédagogie est défini par l'Office québécois de la langue française comme étant la science qui étudie les méthodes d'enseignement intégrant les technologies de l'information et de la communication. Ce mot fait souvent référence à la pédagonumérique ou à une pédagogie utilisant des ressources et outils numériques en milieu académique comme les services universitaires ou dans le domaine du développement professionnel continu.

## Contexte de la technopédagogie
Dans le milieu académique ou universitaire, il existe des pôles à l'image du service technopédagogie de l'université de Lille. Il présente certaines missions comme l'accompagnement à des projets numériques, la gestion des MOOC, la collaboration avec la Direction numérique pour la création de dispositifs pédagogiques, la veille de l'usage du numérique.
Le terme est de plus en plus utilisé dans le milieu de l'éducation et notamment dans l'ingénierie des technologies de l'information et de la communication. Il a son importance dans l'intronisation du numérique dans l'apprentissage. Le technopédagogue est celui qui va scénariser ou produire du contenu pédagogique avec toute la dimension technique ou numérique.
Ce champ de recherche, issu du domaine des EIAH, bénéficie de publications scientifiques où la forme "technopédagogie" ou "techno-pédagogie" est rencontrée dans la littérature scientifique en lien avec l'usage d'outils numériques dans le champ de l'éducation.
La technopédagogie se distingue de la technologie de l'information et de la communication pour l'enseignement (TICE). En effet, la technopédagogie se focalise davantage sur des outils numériques et leurs usages, elle se caractérise également par un but d'enseignement. Les TICE quant à elles, ne visent que l'usage de médias variés et pas forcément numériques au sein d'une séquence de cours. Les plateformes d'apprentissages tels que les LMS s’accommodent mal d'une classification au sein des TICE, ces outils relevant de dispositifs complexes intégrant à la fois des intentions pédagogiques, des solutions techniques de médiatisation de contenus et de médiation des apprentissages.
Dans cet article scientifique, le mot technopédagogie, sous différentes formes, est utilisé 20 fois. Il est devenu depuis plus de 5 ans, une référence de l'apprentissage où l'enseignement se réalise au moyen du numérique. Il est censé apporter une dimension qualitative et de valeur ajoutée à l'apprentissage par des méthodes actives pédagogiques.
Par ailleurs, dans cet article, également scientifique, de Marcel Lebrun, la dimension accompagnement des enseignants est montrée à travers son caractère technopédagogique en instrumentalisant quelques modèles de développement professionnel des enseignants. Le terme technopédagogie y est mentionné 29 fois.

## Posture de l'enseignant technopédagogue
Le mot « technopédagogie » allie les deux dimensions de pédagogie et de moyens techniques. La posture de l'enseignant technopédagogue vise à  varier ses méthodes d'enseignement, de les adapter en fonction de moyens techniques toujours en évolution, de proposer un accompagnement personnalisé pour ses élèves, en fonction des besoins de chacun. En effet, de nombreux outils permettent de faciliter les apprentissages aux élèves souffrant de troubles d'apprentissages.
Un enseignement développant des objectifs pédagogiques grâce à l'apport des nouvelles techniques est surtout basé sur des méthodes actives. Il met en avant une démarche collaborative des apprenants, leur autonomisation, leur co-construction de contenus et d'apprentissages. L'enseignant quant à lui joue, un rôle majeur. Il est présent dans cette démarche comme initiateur, accompagnateur et structurant.